# Реверсивная психология
Реверси́вная психоло́гия («психоло́гия от обра́тного») — термин, описывающий психологический феномен, при котором воспитание, пропаганда или склонение к определённому действию вызывает реакцию, прямо противоположную предполагаемой (оппозиция или противодействие). Как правило, присутствие реверсивной психологии проявляется в совершении действий, которые находятся под явным запретом или противоречат общепринятым нормам. Зачастую такое поведение служит показательным выражением протеста и открытого несогласия с запретом.

## Краткая характеристика
Данный феномен положен в основу реверсивной теории мотивации, созданной Майклом Аптером. По мысли Аптера и его коллег, мотивация не является стремлением к ослаблению напряжённости, а в целом определяется четырьмя парами мета-мотивационных состояний — именно они обычно задают устойчивые формы мотивации. Это пары противоположных, несовместимых состояний, из которых в любое заданное время в психике может быть активным лишь одно. Например, в группе человек может стремиться быть: или независимым, или примкнуть к остальным. Также у него есть выбор: сосредоточиться на состояниях и переживаниях окружающих или — на своих собственных. В конечном счёте, именно из такого дихотомического выбора в каждый отдельный момент между видимыми противоположностями и состоит всё поведение человека в целом.
Реверсивная теория известна также под названием теории перемежающихся состояний. Человеческая мотивация в контексте реверсивной психологии объясняется как цепочка перемежающихся переходов от одного из двух полюсных состояний к другому. В определённом смысле реверсивная психология может считаться последствием шизоидной позиции, при которой выбор между противоположными состояниями становится сверхценным и образует основу мотивации и активного поведения личности.

## В популярной культуре
Ярким примером реверсивной психологии является эпизод из книги «Приключения Тома Сойера»: не желая белить забор, Том убеждает своих друзей и приятелей в том, что белить заборы — очень приятное занятие, и те начинают платить ему вещами за возможность поработать кистью. В мультсериале «Аладдин» главный герой убеждает Джинна освободить его из пещеры, не используя ни одно из трёх желаний. Сюжет видеоигры The Stanley Parable полностью построен на данном феномене, как пример указание следовать в левую дверь, вызывая у игрока желание пойти направо — в основную зону действия истории.